# Шиваизъм
Шиваизъм (на санскрит: शैव पंथ, śaiva paṁtha; на тамилски: சைவம், saivam букв. „асоцииран с Шива“) е една от четирите най-разпространени разновидности на индуизма, която почита бог Шива като върховно божество. Последователите на шиваизма се наричат шиваисти. Те вярват, че Шива е всичко и над всичко – създател, съхранител, разрушител, разкриваш и скриващ всичко. Шиваизмът е широко разпространен в Индия, Непал и Шри Ланка, както и в Малайзия, Сингапур и Индонезия, които са известни с изповядването на шиваизма.
Шиваизмът е най-старата форма на индуизма.